# Rue Favart
La rue Favart est une voie du 2e arrondissement de Paris, en France.

## Situation et accès
La rue Favart est une voie publique située dans le 2e arrondissement de Paris. Elle débute au 1, rue Grétry et se termine au 9, boulevard des Italiens.

## Origine du nom
Elle porte le nom de Charles Favart (1710-1792), auteur dramatique français.

## Historique
C'est une des rues percées vers l'an 1784, par lettres-patentes à la date du 18 février 1780. Celles-ci indiquent qu'il sera ouvert aux frais d'Étienne-François duc de Choiseul-Amboise et de son épouse, sur le terrain de leur hôtel et jardin.
Le 31 mars 1918, durant la Première Guerre mondiale, un obus lancé par la Grosse Bertha explose au no 18 rue Favart.

## Pour approfondir